# Lubue
Lubue eller Lubwe är en flod i Kongo-Kinshasa, ett biflöde till Kasaï. Den rinner genom provinsen Kwilu, i den centrala delen av landet, 500 km öster om huvudstaden Kinshasa.